# Schießstand von Kesariani
Der Schießstand von Kesariani (griechisch σκοπευτήριο της Καισαριανής Skopeftirio tis Kesarianis) diente der deutschen Besatzungsmacht in Griechenland von 1941 bis 1944 als Hinrichtungsstätte für 600 Erschießungen (Füsilierungen). In den 1980er-Jahren wurde er teilweise in eine Erinnerungsstätte umgestaltet.

## Schießstand
Nachdem bis 1922 ein bewaldetes und felsiges Gebiet bei Kallithea als militärisches Übungsgelände, insbesondere als Artillerieschießstand, genutzt worden war, dies aber nach der kleinasiatischen Katastrophe zum Wohnungsbau für Flüchtlinge benötigt wurde, wurde ein Schießgelände auf dem Gebiet der Gemeinde Kesariani eingerichtet. Etwa 710.000 m² wurden der Pangriechischen Schützengesellschaft (P. S. E.), später der „Union der Unterstützer des Jagdgewehrs“ (O. F. K. O.) mit der Auflage übertragen, dass das Gelände auch militärisch genutzt werden kann.

## Hinrichtungsstätte
Die Wehrmacht eroberte das griechische Festland im April 1941 (→ Balkanfeldzug) und hielt es bis zum Oktober 1944 besetzt. Soldaten der Wehrmacht erschossen auf dem Schießstand griechische Widerstandskämpfer. 1942 wurden 13 Menschen erschossen, 1943 weitere 147 und 1944 weitere 440. Zeitweise fanden fast täglich Erschießungen statt; oft wurden die Häftlinge vom KZ Chaidari durch Athen transportiert und dann erschossen. 
Bekannt geworden sind unter anderem die Exekution von 200 kommunistischen Häftlingen aus dem KZ Chaidari am 1. Mai 1944 und die Exekution von acht jungen Widerstandskämpfern am 5. September 1943, unter ihnen der erst 14 Jahre alte Andreas Likourinos.
Ebenfalls dort erschossen wurden 25 Angehörige der Besatzungsmächte – 20 Italiener und fünf Deutsche.

## Gedenkstätte

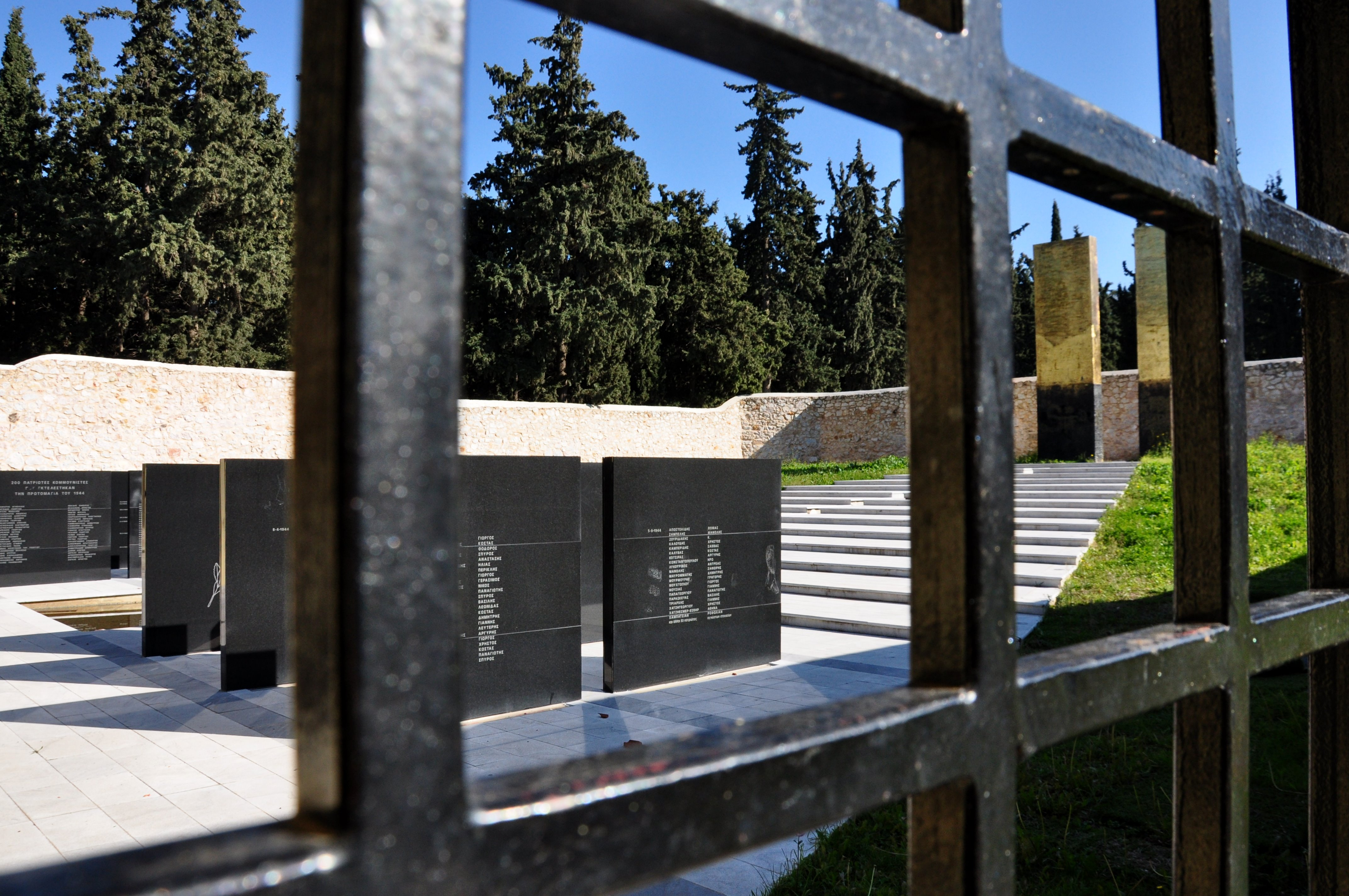
Teilansicht der Gedenkstätte

Nach dem Krieg wurde das Gelände weiter als Schießstand genutzt. Im Jahre 1984 wurde ein Bereich von 110.000 m² vom Kultusministerium als historisches Denkmal ausgewiesen. Die Gemeinde Kesariani schrieb hierauf einen landesweiten Architektenwettbewerb aus, um die Örtlichkeit in ästhetisch ansprechender und historisch angemessener Weise zu gestalten.
Die „Altar der Freiheit“ genannte Stätte wurde – nach etlichen Auseinandersetzungen und mit erheblichem Aufwand – schrittweise umgestaltet in eine Stätte der historischen Erinnerung verbunden mit der Hoffnung auf die Zukunft. Ein moderner Park umfasst nun den „Platz der 200 Patrioten“, ein Mahnmal für den nationalen Widerstand und verschiedene soziale und kulturelle Einrichtungen und Unterhaltungsmöglichkeiten (Gesundheitszentrum für Kinder, Beratungszentrum für Behinderte, Kindergarten, neoklassizistisches Gebäude, Freiluftkino).
Der deutsche Bundespräsident Richard von Weizsäcker wählte bei einem Staatsbesuch im Juni 1987 die Gedenkstätte als Ort für eine Ehrung der Opfer der deutschen Okkupation, wobei er – stellvertretend für zahlreiche nationalsozialistische Kriegsverbrechen – auch die Namen einiger weiterer griechischer Ortschaften nannte, an denen Massaker stattfanden.

„Diese Gedenkstätte ist unlösbar mit der Geschichte Ihres und meines Volkes verknüpft… Kein Mensch, zumal kein Deutscher, kann hier stehen, ohne von der Botschaft dieses Ortes tief berührt zu sein.“

Am 26. Januar 2015 wurde Alexis Tsipras als neuer griechischer Ministerpräsident vereidigt. Als erste Amtshandlung legte er an der Gedenkstätte Blumen nieder und erinnerte damit an seine Äußerungen zuvor im Wahlkampf, Griechenland habe Reparationsansprüche gegen Deutschland.